# Droga krajowa B69 (Austria)
Droga krajowa B69 (Südsteirische Grenz Straße)  - droga krajowa w Austrii. Arteria zaczyna się na skrzyżowaniu z Lavamünder Straße w pobliżu dawnego przejścia granicznego ze Słowenią. Następnie trasa kieruje się na wschód - prowadząc cały czas równolegle do granicy austriacko-słoweńskiej. Na południe od Leibnitz w bezkolizyjnym węźle krzyżuje się na autostradą A9. B69 kończy się na dawnym przejściu granicznym ze Słowenią w pobliżu słoweńskiego miasta Murska Sobota